# Буревісник атлантичний
Буревісник атлантичний (Calonectris borealis) — морський птах з родини буревісникових (Procellariidae).

## Поширення
Цей вид гніздиться на Мадейрі, Азорських островах, архіпелазі Берленго та Канарських островах. Поза сезоном розмноження широко поширений в Атлантиці.

## Опис
Птах завдовжки 45–56 см і розмахом крил 112–126 см. Має коричнево-сірий верх, білий низ і жовтуватий дзьоб.